# EDO (memória)

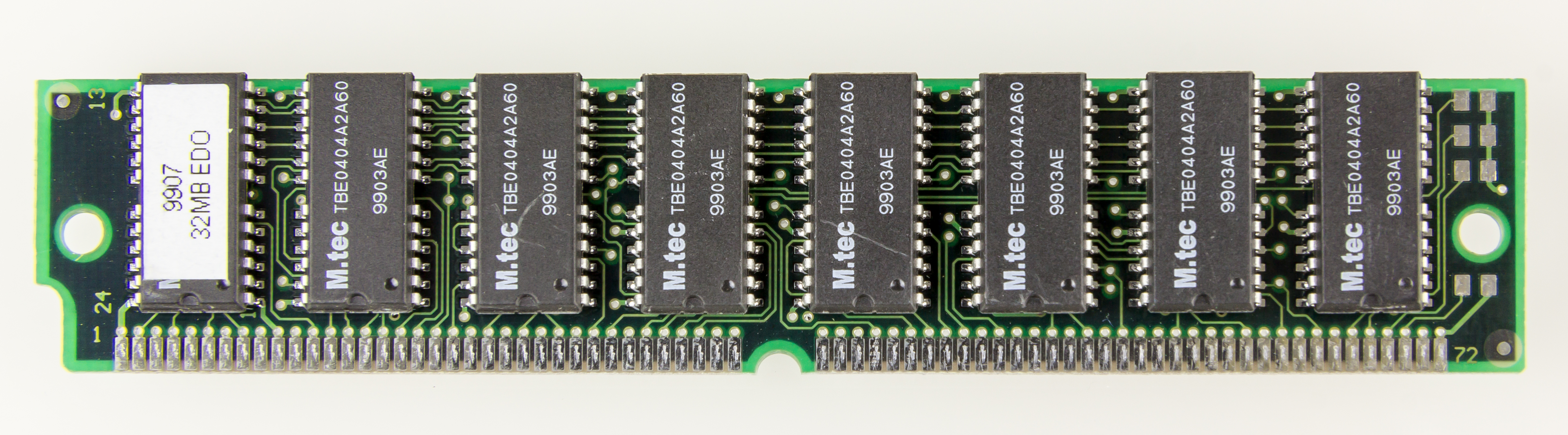
Módulo de memória EDO SIMM

EDO (Extended Data Out) é o padrão antigo de memória RAM de computador.
A capacidade de cada módulo:
-8mb
-16mb
-32mb
As memórias EDO (Extended Data Output) foram introduzidas a partir de 1994 e trouxeram mais uma melhoria significativa no modo de acesso a dados. Nas memórias FPM, uma leitura não pode ser iniciada antes que a anterior termine, mesmo dentro do burst de 4 leituras dentro da mesma linha. O controlador precisa esperar que os dados referentes à leitura anterior cheguem, antes de poder ativar endereço CAS seguinte.
Nas memórias EDO, o controlador faz a leitura enviando o endereço RAS, como de costume, e depois enviando os 4 endereços CAS numa frequência pré-definida, sem precisar esperar que o acesso anterior termine. Os sinais chegam às células de memória na sequência em que foram enviados e, depois de um pequeno espaço de tempo, o controlador recebe de volta as 4 leituras.
O resultado acaba sendo exatamente o mesmo, mas passa a ser feito de forma mais rápida. Usadas em uma placa soquete 7, operando a 66 MHz, as memórias EDO são capazes de trabalhar com tempos de acesso de apenas 6-2-2-2, ou mesmo 5-2-2-2 (nos módulos de 60 ns). Nos bursts de 8 ou mais leituras, o ganho acaba sendo ainda maior, com o módulo FPM realizando a leitura dos 8 endereços em 27 ciclos (6-3-3-3-3-3-3-3) e o EDO em 20 (6-2-2-2-2-2-2-2). Veja que o ganho é maior em leituras de vários endereços consecutivos, por isso alguns aplicativos se beneficiam mais do que outros.
Os chips de memória EDO foram produzidas em versões com tempos de acesso 70, 60 e 50 ns, com predominância dos módulos de 60 ns. Elas foram usadas predominantemente na forma de módulos de 72 vias, usados nos micros 486 e Pentium fabricados a partir do ano de 1995.
Existiram ainda alguns módulos DIMM de 168 vias com memória EDO. Eles foram bastante raros, pois foram logo substituídos pelos pentes de SDRAM.
As melhorias na arquitetura das memórias EDO tornaram-nas incompatíveis com placas mãe equipadas com chipsets mais antigos. Basicamente, apenas as placas para processadores Pentium e algumas placas mãe para 486 com slots PCI (as mais recentes) aceitam trabalhar com memórias EDO. Existem também placas para 486 “tolerantes” que funcionam com memórias EDO, apesar de não serem capazes de tirar proveito do modo de acesso mais rápido, e finalmente, as placas incompatíveis, que nem chegam a inicializar caso sejam instaladas memórias EDO.
Todos os módulos de 30 vias são de memórias FPM, enquanto (com exceção de alguns módulos antigos) todos os de 168 vias são de memórias SDRAM. A confusão existe apenas nos módulos de 72 vias, que podem ser tanto de memórias EDO quanto de memórias FPM. Para saber quem é quem, basta verificar o tempo de acesso. Todo módulo de memória traz seus dados estampados nos chips, na forma de alguns códigos; o tempo de acesso é indicado no final da primeira linha. Se ela terminar com -7, -70, ou apenas 7, ou 70, o módulo possui tempo de acesso de 70 ns. Se por outro lado a primeira linha terminar com -6, -60, 6 ou 60 o módulo é de 60 ns.
Como quase todos os módulos de 70 ns são de memórias FPM, e quase todos os módulos de memórias EDO são de 60 ns, você pode usar este método para determinar com 95% de certeza o tipo de memória usada.